# Ambligonite
La ambligonite è un minerale appartenente al gruppo omonimo.
Il nome di questo minerale, scoperto in Sassonia (Germania), deriva dall'unione di due vocaboli greci, amblys e gonia, e fa riferimento alla presenza di angoli smussati nei suoi cristalli.
Gli esemplari più apprezzati sono quelli che presentano cristalli ben sviluppati e trasparenti, anche se scarsi. È molto frequente trovare l'ambligonite in masse amorfe, granulose e compatte, aggregate alle parti di pegmatiti ricche di fosforo e litio. Solitamente i cristalli sono prismatici o tabulari, anche se spesso hanno facce poco definite e,  in alcune occasioni, formano degli aggregati.
Il colore dell'ambligonite di solito è bianco o crema e raramente si trovano esemplari incolore, gialli, verdi, azzurri, rosa o grigi. Altri minerali come l'albite, il quarzo, l'elbaite, il topazio o la cassiterite, generalmente si trovano insieme all'ambligonite formando, quindi, delle bellissime miscele cromatiche.
L'ambligonite si può trovare generalmente in Brasile, in Arizona o California,  in Canada, in Svezia, in Francia e nel Myanmar.